# Amdo tibetanski jezik
Amdo tibetski jezik (amdo, anduo, ngambo; amdovski; ISO 639-3: adx), jezik Amdova, jedne od tibetskih skupina u tibetskim autonomnim prefekturama Huangnan, Hainan, Haibei i Guoluo (Golog), Kina, kojim govori 809 500 ljudi (1987 Wurm et al.).
Postoji nekoliko dijalekata, to su: Hbrogpa (538 500), Rongba (97 600), Rongmahbrogpa (112 800), Rtahu (60 600).

## Vanjske poveznice
- Ethnologue (14th)
- Ethnologue (15th)